# Ievgueni Leónov
Ievgueni Pàvlovitx Leónov (en rus: Евге́ний Па́влович Лео́нов, 2 setembre de 1926, Moscou – 29 de gener de 1994, Moscou) fou un actor soviètic i rus molt popular. Va actuar en algunes de les més famoses pel·lícules soviètiques, com Els cavallers de la fortuna (Джентльмены удачи, Djentlmeni udatxi), Miminó (Мимино) o Un viatge ratllant (Полосатый рейс, Polossati reis). Va ser anomenat "un dels més estimats actors russos". També va donar la seva veu a molts personatges de dibuixos animats soviètics, inclòs a Vinni-Pukh. Artiste del Poble de l'URSS (1978). Guanyador del Premi Estatal de l'URSS (1976) i del Premi Estatal de la Federació Russa (1992).

## Biografia

### Primers anys
Mentre creixia en una família típica de Moscou, va somiar amb fer-se pilot d'avió de guerra, que era un desig molt comú de molts nois del període de la Segona Guerra Mundial. Això també s'atribueix sovint al fet que el seu pare treballava en una fàbrica d'avions. Durant la Gran Guerra Patriòtica, ell i tota la seva família van treballar en una fàbrica de fabricació d'armes/aviació. Després de la guerra, es va incorporar a l’Escola de Teatre d'Art de Moscou, on va estudiar amb Mikhail Ianshin.

### Carrera
A la seva primera pel·lícula, Leónov va ser seleccionat com a extra i no va rebre cap reconeixement. Més tard es va convertir en el habitual de Gueorgui Danélia, apareixent en tots els seus aspectes, inclosos Gentlemen of Fortune, Marató de tardor, Mimino, Afonya i Kin-dza-dza!. Segons l’Allmovie, "la seva estatura baixa i rodona, els seus ulls expressius, la seva cara ample i oberta, els seus moviments lents i el discurs lleugerament difuminat el van fer ideal per als papers còmics en què s'especialitzava". Però també va cridar l'atenció de la crítica per les seves parts tràgiques i la naturalitat invariable de la seva interpretació. Es deia que molts actors notables evitaven aparèixer a les mateixes pel·lícules amb Leonov, perquè la seva manera natural d'actuar els feia semblar tensos.
Malgrat la breu aparició de Leónov a Danèlia  Marató de tardor (1980) (una de les seves pel·lícules més populars), el paper li va guanyar el millor actor al Festival de Venècia. A la Marató de tardor, es diu, Leónov demostra brillantment el típic antiheroi Leónov. Va fer un retrat hilarant d'un home senzill i Mandela que bevia massa i que no adorava res més que dir ximpleries sempre que algú ho pogués suportar. Entre les altres pel·lícules que va contribuir a l'elevació al nivell clàssic hi havia cavaller de fortuna i Estació Bielorússia, ambdues realitzades el 1971. Com totes les pel·lícules de Leónov, sovint es reprodueixen a la televisió. Segons es diu, "Leónov era per als russos el que Fernandel era per als francesos". Va interpretar més de 200 papers i va ser l'actor secundari més conegut del cinema rus.
El 1991 (o el 1988), durant una gira a Alemanya, va patir un atac de cor, que el va tenir en coma durant 10 dies (o 16 dies). La seva vida es va salvar només després d'una cirurgia important i Leónov es va recuperar, només per començar un programa d'actuacions al Teatre Lenkom.
El 1993, un any abans de la seva mort, a Leónov se li va preguntar durant un festival de cinema "Quins anys de la vida del teatre rus van ser els més productius?" Leonov va respondre:
| « | La vida ha volat tan ràpid que és difícil identificar cap període. Però mai oblidaré els artistes famosos dels anys passats, els meus professors: Diky, Mikhail Txékhov, el jove Simonov, Pevtsov, Rusinova, Vakhtangov, Gritsenko i Yakovlev. Vaig veure florir el Teatre d'Art. L'any 1941, jo, llavors un nen, penjat en algun lloc d'un canelobre, vaig veure les Tres germanes on tres belles dones estaven somiant amb una nova vida. No oblidaré mai Anna Karenina amb Tarasova. En aquell moment, la gent tocava cordialment, amablement, rient entre llàgrimes i deixant una mica del seu cor a l'escenari. Per assolir la profunditat, cal habilitat, però l'habilitat prové únicament del patiment. Una vegada, Pevtsov, assegut a la cuina amb Nikolai Simonov, li va dir: Kolya, compte amb els orgànics d'interior. Però ara l'estètica mateixa s'ha convertit en art a tot arreu. A més, la literatura ja no és el que era En un teatre em van dir una vegada: "Leónov, vine a treballar amb nosaltres. Som rics i passem gairebé tot el nostre temps a l'estranger." "Per què és tan fort el teu teatre?" Vaig preguntar. "No, el nostre intercanvi és fort." L'intercanvi comercialitza fusta i s'uneix al vagó del teatre amb el seu tren de mercaderies. I pel que fa al festival, que Déu permeti que tingui lloc. Si s'han trobat diners. | » |

Leónov va morir el 29 de gener de 1994 de camí al Teatre Lenkom per actuar a La pregària per la mort. Quan es va anunciar la seva mort a l'auditori, el públic va inundar espontàniament a l'església de l'altra banda de la carretera i va encendre espelmes de dol. Més de mig milió de persones es van presentar per a una processó a un servei commemoratiu. Està enterrat al Cementiri de Novodévitxi a Moscou prop d'altres figures destacades de la cultura russa.

## Filmografia
Actor
- Un viatge feliç (Счастливый рейс) (1949), bomber
- L'honor esportiu (Спортивная честь) (1951), cambrer
- El caçador marítim (Морской охотник) (1954), cuiner
- La carretera (Дорога) (1955), xofer Paixa Ieskov
- El cas de Rumiàntsev (Дело Румянцева) (1955), xofer Mikhaïl Sneguiriov
- Una primavera irrepetible (Неповторимая весна) (1957), Aleksei Stepànovitx Kóixelev, Xuixa
- El carrer és ple de sorpreses (Улица полна неожиданностей) (1957), policia Serdiukov
- Una felicitat difícil (Трудное счастье) (1958), Agafon
- No tinguis 100 rubles... (Не имей сто рублей...) (1959), Ivan Serguéievitx Mukhin
- L'obra d'art (Произведение искусства) (1959), Saixa Smirnov
- Una novel·la sobre els noucasats (Повесть о молодожёнах) (1959), Fédia
- Un conte de neu (Снежная сказка) (1959), l'Any Vell
- Un viatge ratllant (Полосатый рейс) (1961), Gleb Savélievitx Xuleikin
- Txeriómuixki (Черёмушки) (1962), Barabaixkin
- Contes breus (Короткие истории) (1963), client
- Una actriu serva (Крепостная актриса) (1963), comte Ivan Pàvlovitx Kutàissov
- Una novel·la del Don (Донская повесть) (1964), Iàkov Xibàlok
- Trenta-tres (Тридцать три) (1965), Ivan Serguéievitx Travkin
- La reina de neu (Снежная королева) (1967), rei Èric XXIX
- Il·lusionista (Фокусник) (1967), Stepan Nikolàievitx Rossomakhin
- Virineia (Виринея) (1968), Mikhailo
- La lliçó de literatura (Урок литературы) (1968), Pàvel Petróvitx Vronski, pare de Nina
- No et lamentis (Не горюй!) (1969), soldat Iegor Zaletàiev
- La ziga-zaga de la fortuna (Зигзаг удачи) (1969), fotògraf Vladímir Antónovitx Oréixnikov
- Txaikovski (Чайковский) (1969), Alioixa
- Els cavallets (Карусель) (1969), Ivan Ivànovitx Niukhin
- Llueix, llueix, estrella meva (Гори, гори, моя звезда) (1970), il·lusionista Paixa
- Entre els alts cereals (Меж высоких хлебов) (1970), Pavló Strutxok
- L'estació Belorusski (Белорусский вокзал) (1970), Ivan Prikhodko
- Els cavallers de la fortuna (Джентльмены удачи) (1971), Troixkin/Docent
- Ilf i Petrov estaven en un tramvia (Ехали в трамвае Ильф и Петров) (1972), Vitali Kapitúlov
- Els pilots (Гонщики) (1972), Ivan Mikhàilovitx Kukuixkin, "oncle Vània"
- El gran descans (Большая перемена) (1972), Stepan Semiónovitx Ledniov, pare de Nel·li
- Sota un cel de pedres (Под каменным небом) (1973), tinent major Kravtsov
- Completament perdut (Совсем пропащий) (1973), brètol "El Rei"
- Premi (Премия) (1974), Vassili Trífonovitx Potàpov
- Un solo per un elefant amb l'orquestra (Соло для слона с оркестром) (1975), director del circ Ivanov
- Afónia (Афоня) (1975), estucador Kólia
- El fill més gran (Старший сын) (1976), Andrei Grigórievitx Sarafànov
- Un pas a l'encontre (Шаг навстречу) (1975), Serafim Nikítitx
- Llegenda sobre en Till (Легенда о Тиле) (1976), Lamme Goedzak
- Un cas llarg, llarg (Длинное, длинное дело) (1976), Mikhaïl Petróvitx Lujin
- Miminó (Мимино) (1977), Ivan Serguéievitx Vólokhov
- Les persones gracioses! (Смешные люди!) (1977), xantre Aleksei Alekséievitx
- El casament (Женитьба) (1977), Baltazar Baltazàrovitx Jevakin
- La duénia (Дуэнья) (1978), Don Izokélio Mendosso
- Un miracle ordinari (Обыкновенное чудо) (1978), el Rei
- I tot això és sobre ell (И это всё о нём) (1978), capità de policia Aleksandr Matvéievitx Prókhorov
- La marató de tardor (Осенний марафон) (1979), Vassili Ignàtievitx Kharitónov
- En cos i en ànima (Верой и правдой) (1979), Evgueni Savélievitx Bànnikov
- Les vacances en setembre (Отпуск в сентябре) (1979), Kuixak
- Buscant llumins (За спичками) (1980), Antti Ihalainen
- Digueu una paraula pel pobre hússar (О бедном гусаре замолвите слово) (1981), actor provincial Afanassi Petróvitx Bubentsov
- Les llagrimes estaven caient (Слёзы капали) (1982), Pàvel Ivànovitx Vassin
- L'únic (Уникум) (1982), director
- La casa construïda per Swift (Дом, который построил Свифт) (1982), gegant Glium
- El temps i els Conways (Время и семья Конвей) (1984), Alan Conway, vint anys més tard
- Kin-dza-dza! (Кин-дза-дза!) (1986), txatlà Uef
- Matar el Dragó (Убить Дракона) (1988), batlle
- El passaport (Паспорт) (1990), funcionari de l'Ambaixada soviètica a Àustria
- Nàstia (Настя) (1993), Iàkov Alekséievitx
- L'agència de detectius "Féliks" (Детективное агентство "Феликс") (1993), oncle Vània
- L'avi americà (Американский дедушка) (1993), Gógolev

Actor de veu
- El gat pescador (Кот-рыболов) (1964), el Gat
- Vinni-Pukh (Винни-Пух) (1969), Vinni-Pukh
- Vinni-Pukh va de visita (Винни-Пух идёт в гости) (1971), Vinni-Pukh
- Vinni-Pukh i el dia de preocupacions (Винни-Пух и день забот) (1972), Vinni-Pukh
- Rialles i tristeses a la vora de la mar Blanca (Смех и горе у Бела моря) (1988), l'avi Sénia, el narrador